# دوري جزر كوك لكرة القدم 1977
دوري جزر كوك لكرة القدم 1977 (بالإنجليزية: 1977 Cook Islands Round Cup)‏ هو موسم من دوري جزر كوك لكرة القدم. فاز فيه Titikaveka F.C. ‏.